# Spanglish (film)
Pour les articles homonymes, voir Spanglish (homonymie).
Pour plus de détails, voir Fiche technique et Distribution.
Spanglish, ou Spanglish : J'en perds mon latin! au Québec, est un film américain réalisé par James L. Brooks, sorti en 2004.

## Synopsis
À l'université de Princeton, Cristina Moreno raconte une partie de son enfance et comment cela a façonné la personne qu'elle est devenue aujourd'hui.
Quelques années plus tôt, sa mère Flor, une jeune Mexicaine sans argent et sans mari, veut une vie meilleure pour elle et sa fille Cristina. Flor trouve une poste de gouvernante dans la riche famille Clasky à Los Angeles : les parents John et Deborah, leurs enfants Bernice et Georgie, ainsi qu'Evelyn Wright (la mère de Deborah). Tout d'abord déroutée par ce monde totalement différent, Flor découvre que cette famille en apparence parfaite ne l'est pas réellement. Elle va cependant peu à peu trouver sa place, malgré les différences de cultures. De plus, John et Deborah Clasky découvrent eux aussi une autre vision de la vie et d'autres valeurs.

## Fiche technique
- Titre original et français : Spanglish
- Titre québécois : Spanglish : J'en perds mon latin!
- Réalisation et scénario : James L. Brooks
- Costumes : Louise Mingenbach
- Directeur de la photographie : John Seale
- Musique : Hans Zimmer
- Direction artistique : Tom Reta
- Montage : Richard Marks et Tia Nolan
- Production : Julie Ansell, James L. Brooks et Richard Sakai

Producteur délégué : Joan Bradshaw, Christy Haubegger
Productrice associée : Maria Kavanaugh
Coproducteurs : Francine Maisler, Richard Marks et Aldric La'auli Porter
- Société de production : Gracie Films
- Distribution : Columbia Pictures (États-Unis)
- Pays d'origine : États-Unis
- Genre : comédie dramatique et romantique
- Langues originales : anglais et espagnol
- Budget : 80 millions de dollars[2]
- Durée : 132 minutes
- Dates de sortie[3] :
  - États-Unis : 17 décembre 2004
  - France : 2 mars 2005

## Distribution
Légende : Version Française = VF et Version Québécoise = VQ
- Adam Sandler (VF : Serge Faliu ; VQ : Alain Zouvi) : John Clasky
- Téa Leoni (VF : Laurence Crouzet ; VQ : Anne Dorval) : Deborah « Deb » Clasky
- Paz Vega (VF : Eva Castro ; VQ : Nathalie Coupal) : Flor Moreno
- Cloris Leachman (VF : Martine Sarcey ; VQ : Élizabeth Chouvalidzé) : Evelyn Wright
- Shelbie Bruce (VF : Sara Martinez ; VQ : Catherine Brunet) : Cristina Moreno (à 12 ans)
  - Aimee Garcia (VF : Caroline Pascal) : Cristina (adulte) / la narratrice
- Sarah Steele (VF : Karine Foviau ; VQ : Charlotte Mondoux) : Berenice « Bernie » Clasky
- Ian Hyland (VF : Maxime Baudouin ; VQ : François-Nicolas Dolan) : Georgie Clasky
- Cecilia Suárez (VF : Soledad San Miguel ; VQ : Viviane Pacal) : Monica
- Thomas Haden Church (VF : Antoine Tomé) : Mac
- Sean Smith (VF : Eric Aubrahn) : Victor
- Brenda Canela (VF : Rosa Ruiz) : Luz
- Jonathan Hernandez : Alex

## Production

### Genèse et développement
James L. Brooks développe l'intrigue en 2000 et plus particulièrement quand il est encouragé par Christy Haubegger, fondatrice de Latina Magazine, qu'il avait contacté pour se documenter. Christy Haubegger officiera d'ailleurs à la production du film. Elle déclare à propos du réalisateur-scénariste : « J'ai été impressionnée par son désir d'exactitude jusque dans les détails de culture et d'histoire. Étant moi-même latina, je me suis toujours efforcée de raconter notre histoire, notre culture, de nous montrer avec authenticité. L'aider à raconter son histoire dans le même esprit m'a paru naturel ». James L. Brooks fait de nombreuses recherches et rencontre de nombreuses femmes hispaniques ainsi que des enfants élevés par des mères parlant espagnol.
Plusieurs actrices ont été envisagées et ont auditionné pour le rôle de Flor comme Eva Longoria ou Eva Mendes. C'est finalement l'actrice espagnol Paz Vega qui est choisie, dans l'un de ses premiers rôles aux États-Unis. Adam Sandler refuse le rôle de Max dans Collatéral pour jouer dans Spanglish.
Le rôle de la mère de Deborah est envisagé pour Anne Bancroft. Le personnage sera finalement incarné par Cloris Leachman.

### Tournage
Le tournage a lieu au Texas (El Paso) et en Californie (Malibu, Beverly Hills, Los Angeles - notamment Bel Air, Sony Pictures Studios).
Un traducteur est présent chaque jour sur le plateau car Paz Vega ne parle pas anglais et James L. Brooks ne parle pas espagnol.

## Accueil
Le film reçoit des critiques mitigées. Sur l'agrégateur américain Rotten Tomatoes, il récolte 53 % d'opinions favorables pour 168 critiques et une note moyenne de 5,93⁄10. Sur Metacritic, il obtient une note moyenne de 48⁄100 pour 36 critiques.
En France, le film obtient une note moyenne de 2,7⁄5 sur le site Allociné, qui recense 19 titres de presse.
Le film est un échec au box-office. Produit pour 80 millions de dollars, il ne rapporte que 55 470 154 $ dans le monde, dont 42 726 869 $ sur le sol américain. En France, il n'enregistre que 34 377 entrées. Le film sera en partie « sauvé » par les ventes et locations en vidéo.

## Distinctions principales
Source et distinctions complètes : Internet Movie Database

### Récompense
- Imagen Awards 2005 : meilleure actrice dans un second rôle pour Shelbie Bruce

### Nominations
- Golden Globes 2005 : meilleure musique de film pour Hans Zimmer
- Screen Actors Guild Awards 2005 : meilleure actrice dans un second rôle pour Cloris Leachman
- Imagen Awards 2005 : meilleur film, meilleure actrice pour Paz Vega et meilleur réalisateur
- Satellite Awards 2005 : meilleure actrice dans un second rôle dans un film musical ou une comédie pour Cloris Leachman